# Carl Geißler (Jurist)
Carl Gaudenz Ludwig Geißler (* 1817 in Ahlen; † 20. März 1896 in Burgsteinfurt) war ein deutscher Jurist und Parlamentarier.

## Leben
Nach dem Besuch des Gymnasiums in Recklinghausen studierte Carl Geißler ab 1836 unter anderem an der Rheinischen Friedrich-Wilhelms-Universität Bonn. 1837 wurde er Mitglied des Corps Saxonia Bonn. Nach dem Studium ließ er sich als Rechtsanwalt in Dorsten nieder. 1861 wurde er Kreisgerichtsrat und 1879 Amtsgerichtsrat in Burgsteinfurt.
Geißler war Stellvertreter zur Frankfurter Nationalversammlung. 1852 wurde er im Wahlkreis Münster 4 in das Preußische Abgeordnetenhaus gewählt. Dort gehörte er 1852 zu den Gründern der katholischen Fraktion. Am 24. Oktober 1853 legte er sein Mandat nieder.